# خالد عبد المنعم الجنابي
الشيخ خالد عبد المنعم رشيد علي الجنابي هو مهندس مدني وسياسي وشيخ قبيلة الجنابيين في العراق، ولد في جرف الصخر في محافظة بابل سنة 1936.
كان يحمل شهادة الماجستير في الهندسة المدنية.
شغل مناصب مختلفة منها أمين بغداد ورئيس ديوان الرئاسة كما شغل منصب وزير الزراعة في نيسان 1995 حتى وفاته في تشرين الأول 1995. حيث توفي بالسكتة القلبية أثناء اجتماع لمنظمة الأغذية والزراعة في روما.
شقيقه عدنان الجنابي سياسي أيضا، وقد شغل منصب وزير دولة في الحكومة العراقية المؤقتة برئاسة إياد علاوي ثم عضوا في مجلس النواب العراقي.